# جينوت سزوارك
جينوت سزوارك (بالفرنسية: Jeannot Szwarc)‏ مخرج فرنسي من مواليد 21 نوفمبر 1937. من أعماله الفك المفترس 2.

## وصلات خارجية
- جينوت سزوارك على موقع IMDb (الإنجليزية)
- جينوت سزوارك على موقع ألو سيني (الفرنسية)
- جينوت سزوارك على موقع أول موفي (الإنجليزية)
- جينوت سزوارك على موقع قاعدة بيانات الأفلام السويدية (السويدية)
- جينوت سزوارك على موقع قاعدة بيانات الفيلم (الإنجليزية)
- جينوت سزوارك على موقع كينوبويسك (الروسية)